# DCV Balder
La DCV Balder è una nave per costruzione in acque profonde (DCV) battente bandiera di Panama gestita da Heerema Marine Contractors.

## Storia
La Balder venne costruita nel 1978 come nave gru semisommergibile da Mitsui Engineering & Shipbuilding Co., Ltd. la Balder e la nave gemella Hermod sono state le prime navi gru semisommergibili al mondo. All'inizio degli anni '80 queste navi stabilirono diversi record di sollevamento mentre operavano nel Mare del Nord. La conversione in DCV venne effettuata nel 2001 da Verolme Botlek BV nei Paesi Bassi.

## Caratteristiche
Lo scafo è costituito da due galleggianti con tre colonne ciascuno. Il pescaggio di transito di 12 metri è normalmente zavorrato fino a 25 metri per le operazioni di sollevamento, con i galleggianti (con un pescaggio di 12 metri) ben sommersi, riducendo l'effetto delle onde e del moto ondoso.
È alimentato da sette propulsori azimutali da 3.500 kW e due eliche. C'è alloggio per 350 persone. Il peso della nave è di 49.631 tonnellate.
Nella conversione del 2001, era dotata di sette propulsori e di un sistema J-lay. La torre J-Lay da 98 m, progettata e costruita da Huisman Itrec, è in grado di posare tubi in acque profonde fino a 3.000 m. La Balder era inoltre dotata di un sistema di posizionamento dinamico di classe III e di un argano di dispiegamento della linea di ormeggio. L'argano è il più grande al mondo, con un diametro di 10,5 metri e un carico di lavoro sicuro (SWL) di 275 t.

### Gru
La Balder ha due gru (da 3600 t e 2700 t). Originariamente la gru di tribordo era 3000 short ton, mentre quella di babordo 2000 short ton. Nel 1984, le capacità di sollevamento furono aggiornate rispettivamente a 4000 e 3000 short ton in modalità fissa (e 3300 e 2200 in modalità girevole). Per accogliere la torre J-Lay, il braccio della gru portuale fu convertito in un fly jib nel 2001.

## Progetti degni di nota
- Nel 1978 la Piper Alpha di Occidental è stata la prima installazione su piattaforma con una nave gru semisommergibile. Era una piattaforma britannica che esplose e bruciò in acqua, uccidendo 167 membri dell'equipaggio.[6]
- Nel 2005 è stata installata la più grande piattaforma semisommergibile del mondo, la Thunder Horse di BP.[7] Nel corso dell'anno, la Balder aiutò a raddrizzare la Thunder Horse, trovata inclinata dopo l'uragano Dennis.[8]
- Nel 2006 ha installato il gasdotto di esportazione del gas Mardi Gras Atlantis di BP (0,6 m / 24 di diametro) a una profondità d'acqua record di 2220 metri.[9]
- Nel 2007 ha ormeggiato l'Independence Hub Facility a una profondità d'acqua record di 2438 m (8000 piedi), con un record mondiale per l'installazione della linea di flusso più profonda di 2743 m.[10]